# Nanoka Hara
Nanoka Hara (原菜乃華?, Hara Nanoka; Tokyo, 26 agosto 2003) è un'attrice giapponese.

## Filmografia

### Cinema
- Why Don't You Play In Hell? (地獄でなぜ悪い?, Jigoku de naze warui), regia di Sion Sono (2013)
- Pirameki koyaku koi monogatari - Koyaku ni akogareru subete no oyako no tameni (ピラメキ子役恋ものがたり ～子役に憧れるすべての親子のために～?), regia di Yu Ota (2015)
- Harahara nanoka. (はらはらなのか。?), regia di Mai Sakai (2017)
- 3-gatsu no raion (3月のライオン?), regia di Keishi Otomo (2018)
- Mugen Foundation (無限ファンデーション?), regia di Akira Ohsaki (2018)
- Tsumi no koe (罪の声?), regia di Nobuhiro Doi (2020)
- Mune ga narunoha kimi no sei (胸が鳴るのは君のせい?), regia di Hiroto Takahashi (2021)
- Hell Dogs (ヘルドッグス?), regia di Masato Harada (2022)
- Suzume (すずめの戸締まり?, Suzume no tojimari), regia di Makoto Shinkai – voce (2022)
- Mieruko-chan (見える子ちゃん?), regia di Yoshihiro Nakamura (2025)[1]

### Televisione
- Samurai Sentai Shinkenger (侍戦隊シンケンジャー?) – serie TV, ep. 1x34 (2009)
- Taxi Driver no suiri nisshi 26 - Tokyo ~ Kyoto biwako tochikan no aru jokyaku (タクシードライバーの推理日誌26 東京〜京都・琵琶湖 土地鑑のある乗客?), regia di Keiichirô Yoshida – film TV (2010)
- Keishicho nanpei han - Shichinin no keiji 2 (警視庁南平班〜七人の刑事〜２?), regia di Nakamae Yuji – film TV (2010)
- Himitsu chouhouin Erika (秘密諜報員 エリカ?) – serial TV (2011)
- xxxHOLiC (CLAMPドラマ ホリック〜xxxHOLiC〜?) – serial TV, ep. 1x07 (2013)
- Otto no kanojyo (夫のカノジョ?) – serial TV, ep. 1x07-1x08 (2013)
- Uso no shomei - Hanzai shinri bunsekikan kajiwara keiko 2 (嘘の証明 犯罪心理分析官・梶原圭子2?), regia di Suzuki Kosuke – film TV (2013)
- Gekai hatomura shugoro 11 (外科医 鳩村周五郎11?), regia di Inohara Tatsuzo – film TV (2013)
- Yamamura misa Suspense - Shou Kyoto renzoku satsujin jiken 2 - Sano ashikaga nanakusa ni himerareta (山村美紗サスペンス 小京都連続殺人事件2～佐野足利・七草に秘められた叫び?) – film TV (2013)
- Binta! - Bengoshi jimuin minowa ga ai de kaiketsu shimasu (ビンタ！～弁護士事務員ミノワが愛で解決します～?) – serial TV, 12 episodi (2014)
- Siren (サイレーン?) – serial TV, ep. 1x07-1x08-1x09 (2015)
- Asa ga kuru (朝が来る?) – serial TV, 8 episodi (2016)
- Crisis - Kôan kidô sôsatai tokusô-han (CRISIS 公安機動捜査隊特捜班?) – serial TV, ep. 1x02 (2017)
- Futatsu no sokoku (二つの祖国?), regia di Hideta Takahata – film TV (2019)
- Babysitter Gin! (ベビーシッター・ギン?) – serial TV, ep. 1x03 (2019)
- Unità MIU404 (MIU404?) – serie TV, ep. 1x07 (2020)
- Omoide poroporo (おもひでぽろぽろ?), regia di Watanabe Kazutaka – film TV (2021)
- Shi to no yakusoku (死との約束?), regia di Hidenori Jôhô – film TV (2021)
- Night Doctor (ナイト・ドクター?) – serial TV, 11 episodi (2021)
- Shinhannin Flag (真犯人フラグ?) – serial TV (2021-2022)
- Shukan tsuikyu Premium (週刊追求 PREMIUM?) – serial TV, ep. 1x01 (2021)
- Koi no yamai to yarougumi (恋の病と野郎組?) – serial TV, ep. 2x03-2x10 (2022)
- Murai no koi  (村井の恋?) – serial TV (2022)
- Numero MG5 (ナンバMG５?, Nanba MG5) – serial TV, 10 episodi (2022)
- Nanba MG5 - Zenkai baribaride yoroshiku! Hen (ナンバMG5 全開バリバリでヨロシク! 編?) – film TV (2022)
- Nanba MG5 - Zenkai baribaride arigato-hen (ナンバMG5 全開バリバリでアリガト 編?) – film TV (2022)
- Nami yo kiitekure (波よ聞いてくれ?) – serie TV (2023)
- Oshi no Ko (【推しの子】?) – serie TV (2024)